# Абдурагимов, Магомедшамиль Магомедович
Магоме́дшами́ль Магоме́дович Абдураги́мов (кум. Абдурагьимланы Магьамматшамиль Магьамматны уланы; 5 января 1980, Махачкала, Карабудахкентский район, Дагестанская АССР РСФСР, СССР — 9 октября 2005, Махачкала, Дагестан, Россия) — старший лейтенант милиции. Обладатель Кубка Мира по тайскому боксу (2001), серебряный призёр чемпионата мира по тайскому боксу (2003), чемпион России, мастер спорта России международного класса. Герой России (2006).

## Подвиг
В октябре 2005 года во время проверки одного из адресов по улице Первомайской в Махачкале, по оперативникам открыли огонь. Абдурагимов вошёл в дом и обезвредил террориста, устанавливавшего взрывное устройство. Во время боя погиб также Сергей Подвальный, впоследствии тоже ставший Героем России (посмертно), ещё двое милиционеров получили ранения.
29 мая 2006 года указом Президента Российской Федерации № 532 «за мужество и героизм, проявленные при исполнении служебного и гражданского долга», старшему лейтенанту милиции Абдурагимову Магомедшамилю Магомедовичу присвоено звание Героя Российской Федерации (посмертно).

## Личная жизнь
По национальности — кумык. В 1997 году окончил школу № 13 в Махачкале. В 2002 году окончил Дагестанский государственный университет, юридический факультет.

## Память
- Проводятся республиканские турниры по спортивным боям памяти Магомедшамиля Абдурагимова.
- Названа улица в честь Магомедшамиля Абдурагимова в с. Параул Карабудахкентского района и Махачкале[2].